# 卢叨
卢叨（1915年—1993年），乳名成南，曾用名卢在祥、王祥、荡波，男，广东潮安人，中华人民共和国政治人物，曾任福州大学党委书记，福建省政协副主席。